# Parafia św. Mikołaja Biskupa w Tuligłowach
Parafia św. Mikołaja Biskupa w Tuligłowach – parafia rzymskokatolicka znajdująca się w archidiecezji przemyskiej w dekanacie Pruchnik. 

## Historia
Tereny te były zamieszkane już w IX - XII wieku, gdzie według odkryć archeologicznych istniał gród warowny „Borusz”. W XIV wieku osiedlili się uchodźcy z Kudryniec na Podolu, uciekający przed Tatarami. Na topoli zawiesili obraz Mastki Bożej Niepokalanej, a nową wieś nazwali Tuligłowy. Po 1340 roku wieś była lokowana, a w 1393 roku Mikołaj Mzurowski zbudował drewniany kościół pw. św. Mikołaja Biskupa. W 1396 roku dekretem bpa Macieja Janiny została erygowana parafia w Tuligłowach. W 1446 roku Jan i Mikołaj Mzurowscy oddali kościół Bożogrobcom
W 1624 roku Tatarzy zrabowali i spalili kościół, a zobaczywszy cudowny obraz wycofali się i Tuligłowy ocalały. W 1629 roku zbudowano nowy drewniany kościół, a następnie rozwinął się kult cudownego obrazu. 25 sierpnia 1745 roku orzeczeniem sądu biskupiego obraz został uznany jako łaskami słynący. W latach 1768–1770 zbudowano obecny murowany barokowy kościół z klasztorem. W 1819 roku Austriacy dokonali kasaty bożogrobców, a parafię przejęli duchowni diecezjalni. W 1829 roku bp Jan Antoni de  Potoczki konsekrował nowy kościół. 8 września 1909 roku bp Józef Sebastian Pelczar dokonał koronacji obrazu Matki Bożej Niepokalanej. 25 lipca 1971 roku parafię i sanktuarium objęli księża Michalici.
W latach 1941–1944, z rąk niemieckich okupantów, zginęło trzech księży związanych z parafią w Tuligłowach: ks. emeryt Karol Potoczny, ks. administrator Stanisław Kołodziej oraz ks. proboszcz Władysław Selwa. 
W roku 1986 został wybudowany kościół filialny w Więckowicach pw Trójcy Przenajświętszej. 
Na terenie parafii jest 834 wiernych (w tym: Tuligłowy, Więckowice).